# Grumpy Cat

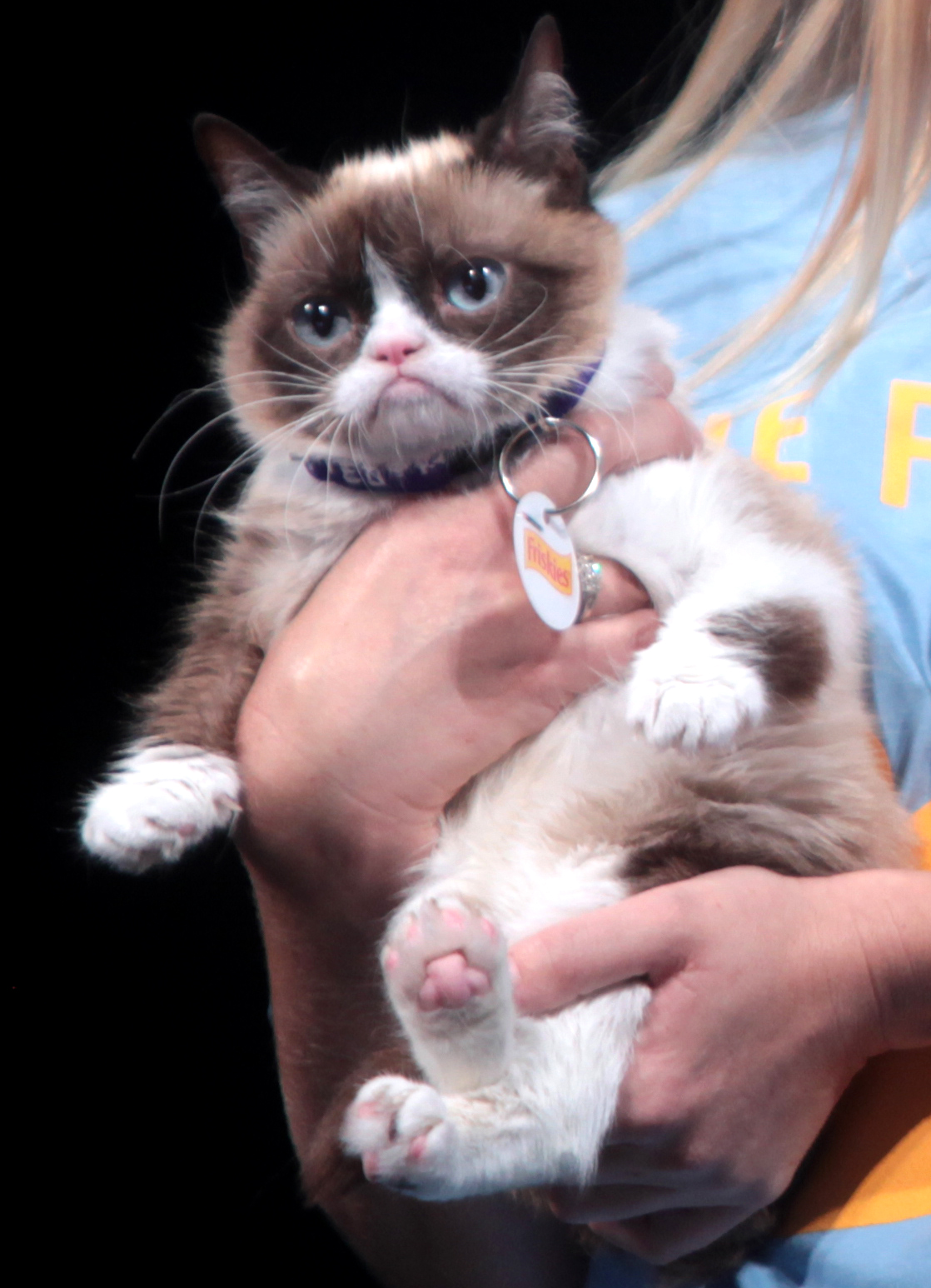
Grumpy Cat (2014)

Tardar Sauce (* 4. April 2012 in Morristown, Arizona; † 14. Mai 2019 ebenda), besser bekannt als Grumpy Cat, engl. für mürrische Katze, war eine Katze, die durch ihren mürrischen Gesichtsausdruck Bekanntheit erlangte und sich dadurch auch zum Internetphänomen entwickelte. Sie gehörte der Amerikanerin Tabatha Bundesen. Grumpy Cat litt an genetisch bedingtem felinem Kleinwuchs, der ihren durch die herabgesenkten Mundwinkel geprägten Gesichtsausdruck durch einen Unterbiss erklärt. Grumpy Cat ist seit 2013 eine eingetragene Marke.

## Öffentliche Wahrnehmung
Das erste Foto wurde am 22. September 2012 auf der Webseite Reddit gepostet. Drei Tage später entwickelte sich ein YouTube-Video der Katze zum Internetphänomen. Die Ende 2012 erstellte offizielle Facebookseite erhielt bis zum Herbst 2014 fast 7 Millionen Gefällt-mir-Angaben. Grumpy Cat gewann einen Preis für das Meme des Jahres bei den Webby Awards 2013.
Auf Facebook wurden Fotos von Grumpy Cat veröffentlicht, die sich auch durch schwarzen Humor auszeichneten. Während der Bundestagswahl 2013 verwendete die Piratenpartei Grumpy Cat als Motiv für verschiedene Wahlplakate. Im November 2014 war die Katze der Gaststar der Wrestling-Show Monday Night RAW.
Am 9. Dezember 2015 wurde Grumpy Cat als animatronische Figur in der Niederlassung San Francisco von Madame Tussauds präsentiert, im Beisein der echten Katze und ihrer Besitzerin. Nach mehreren Monaten sollte die Figur auch in den fünf übrigen US-amerikanischen Niederlassungen der Madame-Tussauds-Gruppe ausgestellt werden.
An der Seite von Georgia May Jagger war sie der Star des Opel-Kalenders 2017.
Grumpy Cat starb am 14. Mai 2019 an den Folgen einer Harnwegs-Infektion.

## Management
Die Katze wurde von dem Manager Ben Lashes, der auch für das Internetvideo Keyboard Cat und das Internetphänomen Nyan Cat verantwortlich ist, in Werbe- und Öffentlichkeitsarbeit verwaltet. Während die Eigentümerin der Katze, Tabatha Bundesen, Grumpy Cats Termine koordinierte, betreute ihr Bruder Bryan die Website sowie die Seiten auf Facebook, YouTube und Twitter.
Von der Katze werden Fanartikel wie T-Shirts und Plüschtiere verkauft. Nach Angaben der britischen Tageszeitung Express hat Grumpy Cat bereits ungefähr hundert Millionen Dollar eingebracht, Lashes bestreitet diese Summe jedoch. In einem Rechtsstreit um Markenrechte erstritt die Grumpy Cat Limited von einem Kaffeehersteller 710.000 Dollar. Es waren vorab T-Shirts und Kaffeebohnen unter dem Namen Grumppuccino verkauft worden, ohne dass der Hersteller Lizenzgebühren gezahlt hatte.

## Filmografie
Im Mai 2013 erklärte das Produktionsunternehmen Broken Road Pictures, es wolle möglicherweise einen „garfieldähnlichen Spielfilm“ über Grumpy Cat produzieren. The Hollywood Reporter berichtete allerdings im Juni 2014 dahingehend, dass der US-amerikanische Kabelsender Lifetime den Spielfilm Grumpy Cat’s Worst Christmas Ever produzieren wolle. In dem Drehbuch von Tim Hill und Jeff Morris sollten womöglich auch andere Internet-Berühmtheiten Gastauftritte haben und Grumpy Cat eine Sprechrolle erhalten. Die Erstausstrahlung bei Lifetime erfolgte am 29. November 2014.

## Bilder

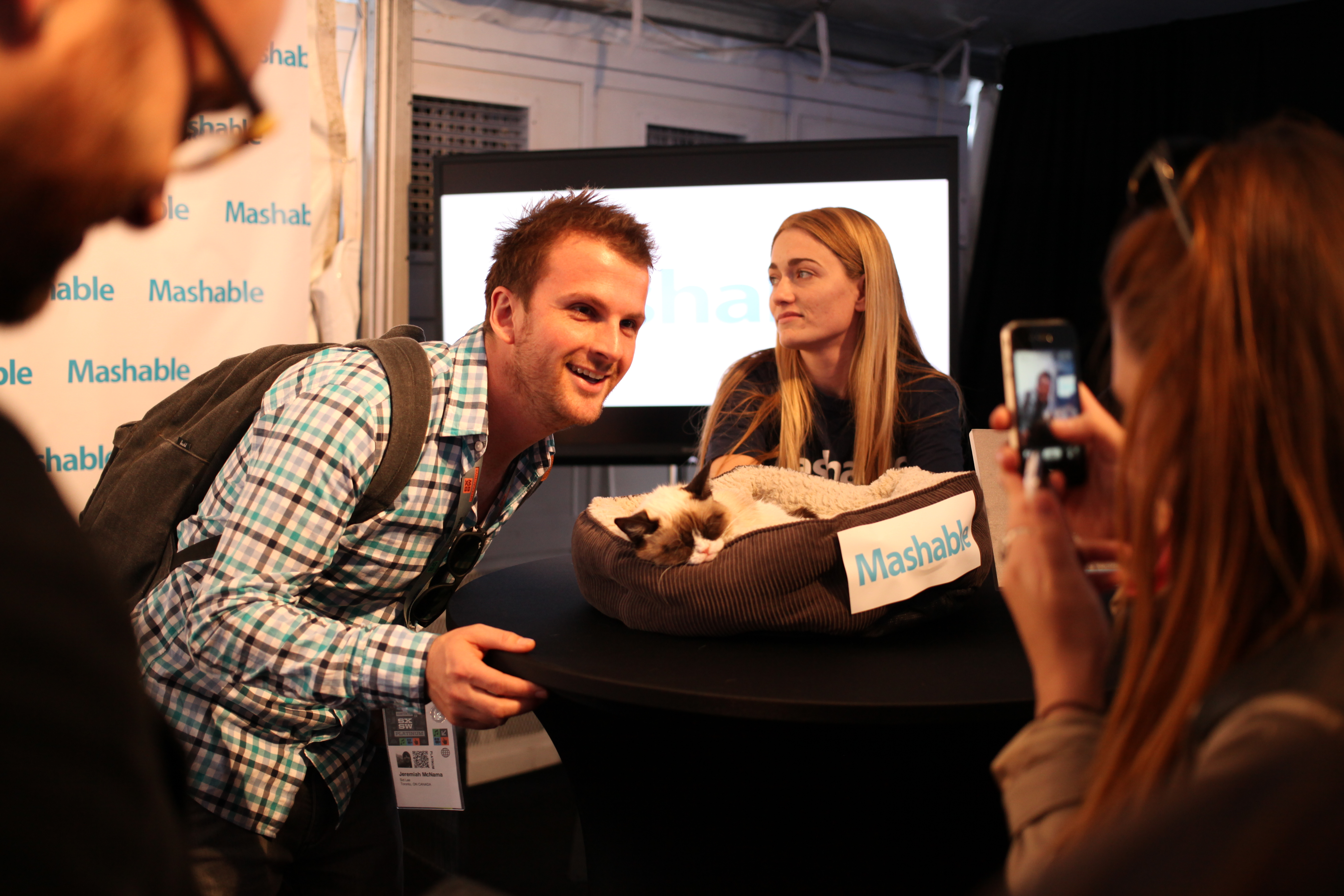
Grumpy Cat als Touristenattraktion in Austin, Texas (2013)
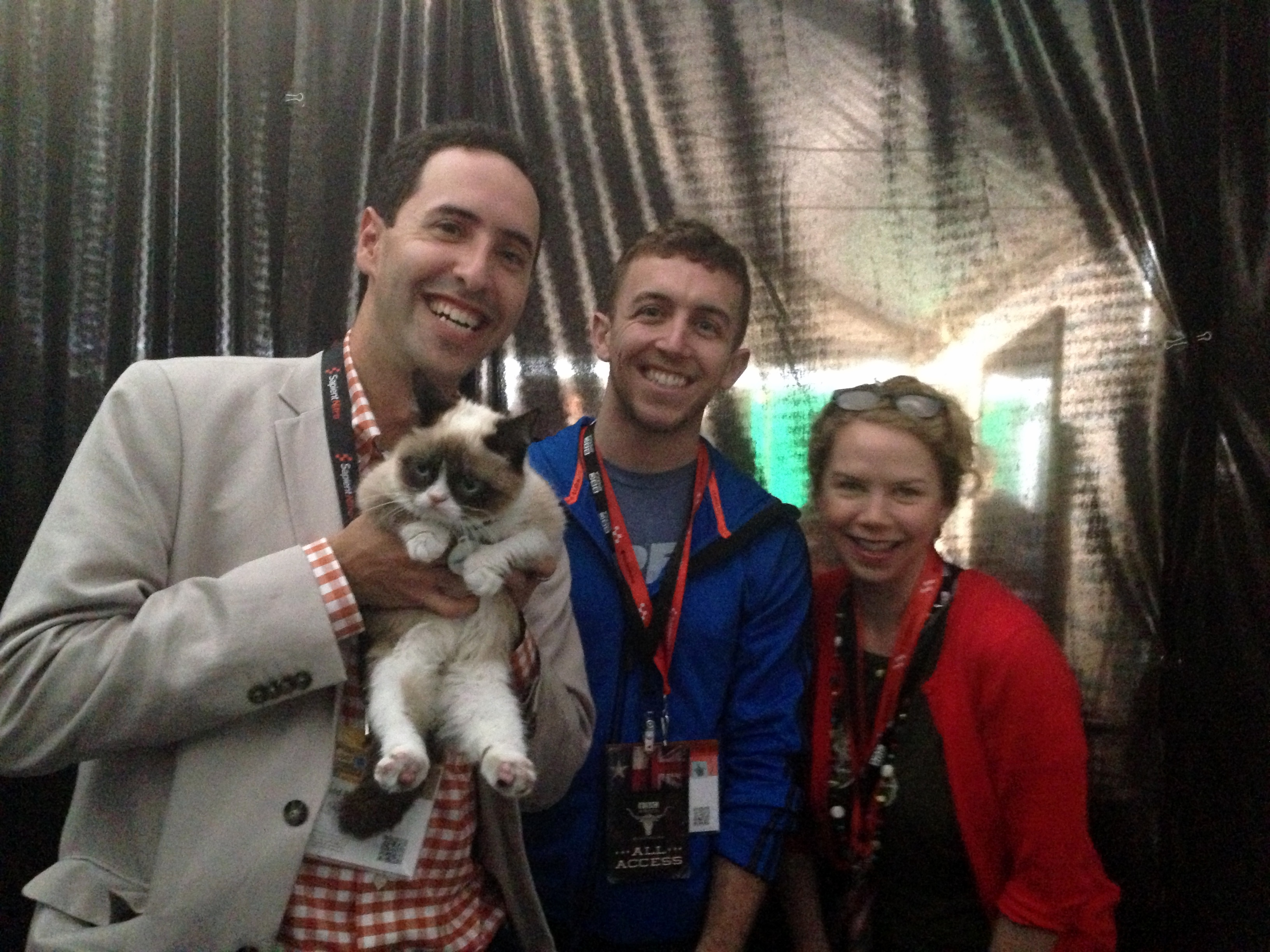
Grumpy Cat auf dem SXSW (2013)
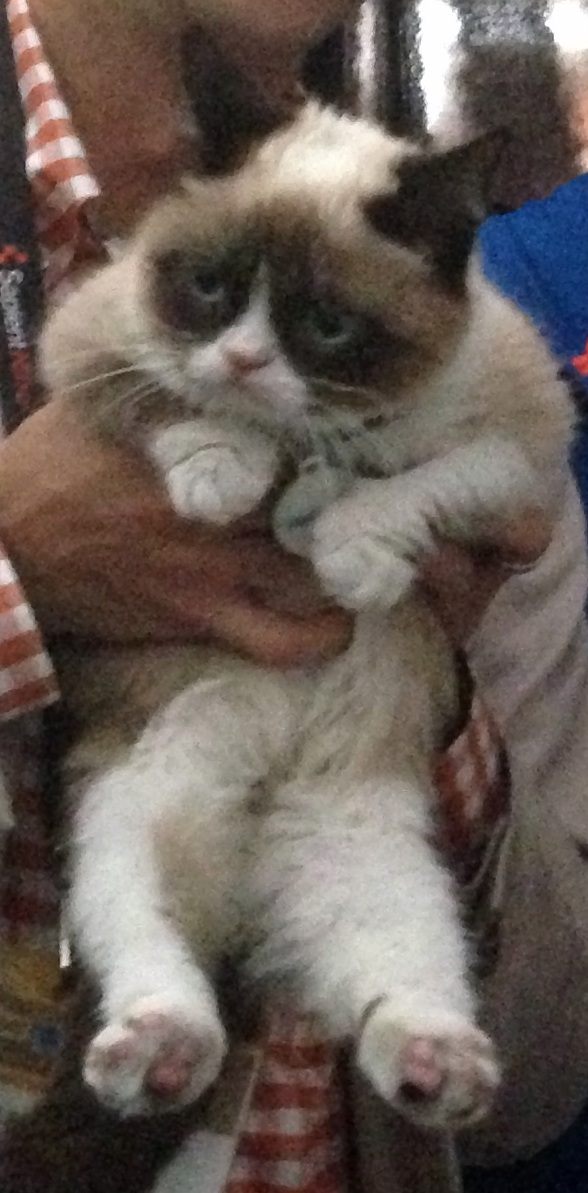
Grumpy Cat (2013)